# Saint-Paul-le-Froid
 Saint-Paul-le-Froid  es una población y comuna francesa, situada en la región de Languedoc-Rosellón, departamento de Lozère, en el distrito de Mende y cantón de Grandrieu.

## Demografía
| 407 | 343 | 293 | 235 | 221 | 186 |
| Para los censos de 1962 a 1999 la población legal corresponde a la población sin duplicidades (Fuente: INSEE [Consultar]) |     |     |     |     |     |